# Apra Harbor

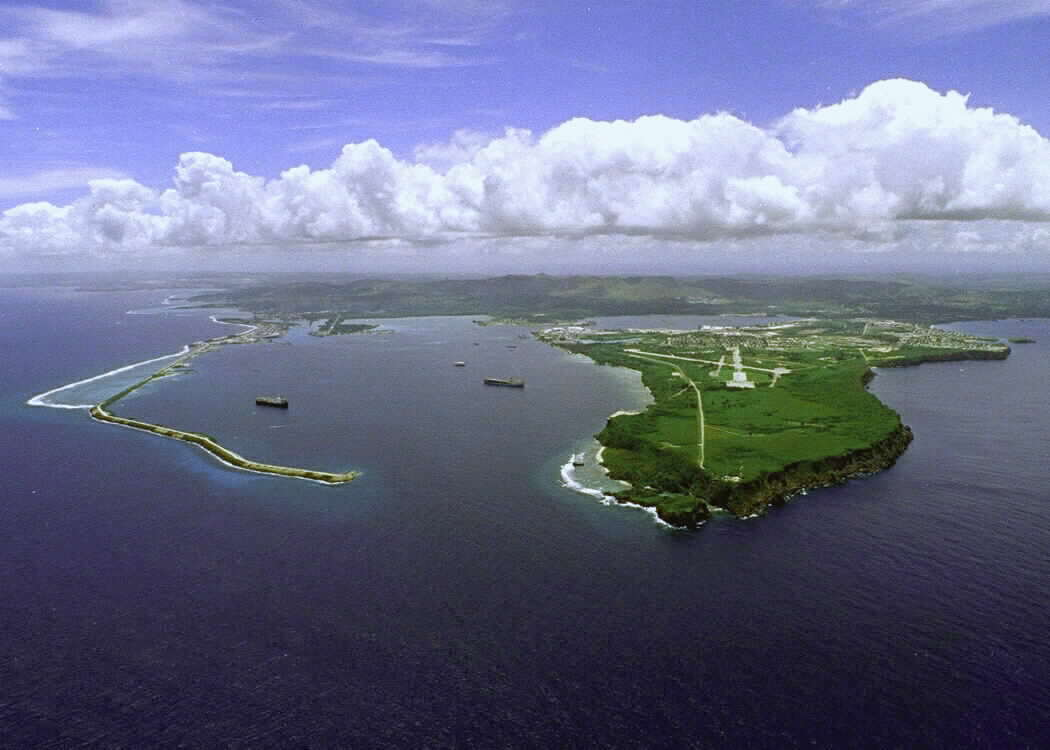
Luftbild von Apra

Apra Harbor ist ein natürlicher Tiefwasserhafen auf der Marianen-Insel Guam. Apra ist sowohl ein kommerziell genutzter Hafen als auch eine Basis der United States Navy.
Der an der Westseite der Insel gelegene Hafen wird südlich von der Halbinsel Orote und nördlich von einem Riffsystem namens Cabras Island abgegrenzt. Teile des Systems sind künstlich angelegte Wellenbrecher, die Glass Breakwater genannt werden.

## Militär
Auf Orote liegt auch der ehemalige Marinefliegerhorst Naval Air Station Orote Point. Der innere Hafen im Süden wird größtenteils militärisch genutzt, dort liegt die Marinebasis Guam (Naval Base Guam), zivile Operationen finden im Norden statt.
Im Zweiten Weltkrieg wurde Guam von den Vereinigten Staaten zurückerobert und der Hafen daraufhin als eine Ausgangsbasis für das weitere Vorgehen der Alliierten ausgebaut. Ab 1964 diente Apra dann als Basis für mit UGM-27 Polaris ausgerüstete SSBN der Klassen George Washington, Ethan Allen und Lafayette, wozu dort permanent ein U-Boot-Begleitschiff stationiert wurde. Mit dem Abzug der Robert E. Lee 1981 endete die Zeit, in der Apra als vorgeschobene Basis für SSBN diente. Seit Anfang des 21. Jahrhunderts sind auf Guam Jagd-U-Boote stationiert, beginnend mit der City of Corpus Christi 2002. Damit können diese ihre Einsatzgebiete im Westpazifik schneller erreichen als etwa von Pearl Harbor aus.
Der zivile Teil des Hafens wird von der 1975 gegründeten Regierungsbehörde Port Authority of Guam verwaltet. Gegenwärtig schlägt der Hafen zwei Millionen Tonnen Fracht pro Jahr um.